# Grzegorz Konkol
Grzegorz Konkol SVD (ur. 15 października 1923 w Połchowie, zm. 15 marca 2017 w Górnej Grupie) – polski duchowny rzymskokatolicki, duszpasterz i publicysta.

## Życiorys
Uczęszczał do szkół podstawowych w Połchowie, Pucku i Redzie. W 1936 roku wstąpił do niższego seminarium księży werbistów w Górnej Grupie. Podczas II wojny światowej został wraz z rodziną wysiedlony na tereny Generalnego Gubernatorstwa, gdzie pracował na roli oraz na poczcie.

Po zakończeniu wojny wstąpił do nowicjatu werbistów w Chludowie. W 1947 roku ukończył szkołę średnią w Nysie, a w 1948 roku rozpoczął studia filozoficzno-teologiczne w Misyjnym Seminarium Duchownym Księży Werbistów w Pieniężnie, które ukończył w 1954 roku. W międzyczasie, 21 grudnia 1952 roku przyjął święcenia kapłańskie. Po zakończeniu studiów pracował jako wychowawca w seminarium oraz katecheta przy parafii Świętego Krzyża w Szczecinie. W kolejnych latach pełnił funkcje proboszcza: parafii św. Piotra i Pawła w Pieniężnie (1958-1969) oraz parafii św. Katarzyny w Płoskini (1969-1979). W latach 1979–1992 powrócił do pracy w seminarium w Pieniężnie, gdzie objął stanowisko ekonoma.
W 1992 na zaproszenie swej rodzonej siostry, s. Łucji ze Zgromadzenia Misyjne Służebnic Ducha Świętego, wyjechał do Wierzbowca na Ukrainie, gdzie spędził kolejne dwanaście lat, pracując jako duszpasterz oraz pisząc. Do Polski powrócił w 2004 roku. Początkowo przebywał w Pieniężnie, a od 2016 roku – wobec pogarszającego się stanu zdrowia – zamieszkał w Domu Misyjnym św. Józefa w Górnej Grupie, gdzie zmarł.

## Publikacje
- Oddali życie za Chrystusa (1988)
- Świadkowie wiary na Podolu (1999)
- Ksiądz Józef Kuczyński. Więzień Workuty i Syberii (2003)
- Cena wiary. Zbierzcie pozostałe ułomki, aby nic nie zginęło (J 3,13) (2007)